# Brunsprötad skymningssvärmare
Brunsprötad skymningssvärmare, Hyles gallii är en fjärilsart som beskrevs av Siegmund Adrian von Rottemburg, 1775. Brunsprötad skymningssvärmare ingår i släktet Hyles och familjen svärmare. Arten kan ses hovrande vid blommor i skymningen, eller vid varmt väder även på dagen, för att suga nektar. Inga underarter finns listade i Catalogue of Life.

## Kännetecken
Den brunsprötade skymningssvärmaren har ett vingspann på mellan 60 och 81 millimeter, honan är något större än hanen men hanen har något kraftigare och lite längre antenner. Mellankroppen är olivgrön med vit kant och bakkroppen har vita och svarta ränder på sidorna och olivgrön mitten. Framvingarna har olivbruna kanter och ett gulaktigt band på mitten. Bakvingen har svarta kanter och ett gulaktigt band på mitten som längst in övergår i rött. Den mycket ovanligare vitsprötade skymningssvärmaren är snarlik men den har ljusare och mindre kontrastrik teckning. Larven är som fullvuxen 75 till 85 millimeter lång och kan vara antingen olivgrön eller, mindre vanligt, svart.
| Larv och puppa |  | Larv och puppa |
| Larv och puppa |  |                |

## Utbredning
Den brunsprötade skymningssvärmaren finns i en stor del av Norden utom på Island. I norr är den inte årsviss utan är beroende av migration. Populationen varierar mycket år från år och i Norden är den talrikast i Danmark. Den finns i en stor del av Europa och vidare österut till Stilla havet och Japan. Den finns även i Kanada och norra USA.

## Levnadssätt
Den brunsprötade skymningssvärmaren lever på öppna örtrika marker. Som namnet antyder så flyger den mest i skymningen, men vid varmt väder kan man även se den dagtid. Den kan ses svävande som en kolibri framför olika blommor som den suger nektar av, till exempel mjölkört, kaprifol, glimmar, syren, nejlikor, tjärblomster, klätt, maskrosor och rododendron. Flygtiden är från mitten av juni till mitten av september i södra Sverige. I norr något senare. Äggen läggs enstaka på värdväxten som främst är mjölkört, vitmåra och gulmåra. Larven är fullvuxen i augusti eller i början på september och vandrar då iväg för att hitta en lämplig förpuppningsplats. Den förpuppar sig i markskiktets förna, ibland långt ifrån uppväxtplatsen. Puppan övervintrar, ibland till och med två vintrar. 

## Etymologi
Gallii betyder mårornas på latin efter släktet Galium som är larvens värdväxt.